# Industrimetal
Industrimetal (eng. Industrial metal) är en mix mellan rå industrial, metal/hårdrock och techno/synth-musik. Soundet känns igen med sitt hårda, råa och monotona rytm och taktfasthet. Musikstilen har utvecklats ifrån hårdare Industriband såsom Skinny Puppy och Front Line Assembly. Band som Rammstein och Oomph! blandade sedan in en stor del electronica och skapade genren "Neue Deutsche Härte". Detta har gett intryck att Tyskland är ursprung för den mesta av industrimetallen, men band som White Zombie, och framförallt Rob Zombies soloprojekt, Fear Factory, Strapping Young Lad och Pain visar att fokus även ligger på annat håll. 

## Exempel på band
- Bael Blackwood
- Blood
- Coilbox
- Deathstars
- Fear Factory
- Feuerhammer
- Gothminister
- Jerk
- KMFDM
- The Kovenant
- KUDAI
- Marilyn Manson
- Ministry
- Nailbomb
- Nine Inch Nails
- Oomph!
- Pain
- Rammstein
- Raubtier
- Rob Zombie
- Static X
- Terminal Choice
- Turmion Kätilöt